# Conwy Lloyd Morgan
Conwy Lloyd Morgan (1852–1936) – angielski psycholog, filozof i zoolog. Zajmował się psychologią zwierząt. Stworzył tzw. kanon Lloyda Morgana. Był zwolennikiem monizmu panpsychistycznego i teorii emergencji. Napisał prace The Animal Mind, Instinct and Experience, The Emergence of Novelty.
Przedmiotem badań Morgana była antropomorfizacja zachowań zwierząt. W tym celu stworzył on kanon, który jest bliski idei brzytwy Ockhama. Kanon Morgana można ująć w formie zalecenia by unikać prób tłumaczenia badanej czynności (zachowania) zwierzęcia jako skutku jego wyższych zdolności psychicznych, jeśli można ją wyjaśnić jako efekt zdolności niższych.